# Transelectrica
Transelectrica, właściwie Compania Nationala de Transport al Energiei Electrice Transelectrica SA – rumuńskie przedsiębiorstwo energetyczne zajmujące się przesyłem prądu, organizacją rumuńskiego systemu mocy i zarządzaniem rynkiem energii elektrycznej. Spółka notowana na Giełdzie Papierów Wartościowych w Bukareszcie.
Spółka została powołana dekretem rządowym nr 621 z 31 lipca 2000 roku, w wyniku podziału konglomeratu energetycznego CONEL (Compania Națională de Electricitate) na cztery spółki energetyczne: Transelectrica, producentów Termoelectrica i Hydroelectrica oraz Electrica – dostawcę prądu konsumentom. W 2006 roku przeprowadzono emisję publiczną i spółka weszła na giełdę. W marcu 2012 roku dokonano publicznej emisji dalszej części akcji.